# Matelea sagittifolia
Matelea sagittifolia är en oleanderväxtart som först beskrevs av Asa Gray, och fick sitt nu gällande namn av R. E. Woodson och Lloyd Herbert Shinners. Matelea sagittifolia ingår i släktet Matelea och familjen oleanderväxter. Inga underarter finns listade i Catalogue of Life.